# Systomus pleurotaenia
Systomus pleurotaenia é uma espécie de peixe actinopterígeo da família Cyprinidae.
Apenas pode ser encontrada no Sri Lanka.